# Золотой глобус (премия, 1981)
38-я церемония вручения наград премии «Золотой глобус»

31 января 1981 года
Лучший фильм (драма): 

«Обыкновенные люди»
Лучший фильм (комедия или мюзикл): 

«Дочь шахтёра»
Лучший драматический сериал: 

«Сёгун»
Лучший сериал (комедия или мюзикл): 

«Такси»
Лучший телефильм: 

«Застеклённая витрина»
< 37-я Церемонии вручения 39-я >
38-я церемония вручения наград премии «Золотой глобус» за заслуги в области кинематографа и телевидения за 1980 год состоялась 31 января 1981 года в Beverly Hilton Hotel (Лос-Анджелес, Калифорния, США). Номинанты были объявлены 12 января 1981.

## Список лауреатов и номинантов

### Игровое кино
Количество наград/номинаций:
- 5/8: «Обыкновенные люди»
- 1/7: «Бешеный бык»
- 1/6: «Трюкач»
- 2/4: «Дочь шахтёра» / «Тэсс»
- 1/4: «Мелвин и Говард» / «Слава»
- 0/4: «Человек-слон»
- 1/3: «Девятая конфигурация»
- 0/3: «Певец джаза» / «С девяти до пяти»
- 1/2: «Создатель кумиров»
- 0/2: «Городской ковбой» / «Американский жиголо»

 • Победители выделены отдельным цветом. 
| Категории                                | Лауреаты и номинанты                                                                             | Лауреаты и номинанты                                              |
| ---------------------------------------- | ------------------------------------------------------------------------------------------------ | ----------------------------------------------------------------- |
| Лучший фильм (драма)                     | • Обыкновенные люди / Ordinary People (Рональд Л. Швари)                                         | • Обыкновенные люди / Ordinary People (Рональд Л. Швари)          |
| Лучший фильм (драма)                     | • Человек-слон / The Elephant Man (Джонатан Сэнгер)                                              |                                                                   |
| Лучший фильм (драма)                     | • Девятая конфигурация / The Ninth Configuration (Уильям Питер Блэтти)                           |                                                                   |
| Лучший фильм (драма)                     | • Бешеный бык / Raging Bull (Роберт Чартофф)                                                     |                                                                   |
| Лучший фильм (драма)                     | • Трюкач / The Stunt Man (Ричард Раш)                                                            |                                                                   |
| Лучший фильм (комедия или мюзикл)        | • Дочь шахтёра / Coal Miner’s Daughter                                                           | • Дочь шахтёра / Coal Miner’s Daughter                            |
| Лучший фильм (комедия или мюзикл)        | • Аэроплан! / Airplane!                                                                          |                                                                   |
| Лучший фильм (комедия или мюзикл)        | • Создатель кумиров / The Idolmaker                                                              |                                                                   |
| Лучший фильм (комедия или мюзикл)        | • Мелвин и Говард / Melvin and Howard                                                            |                                                                   |
| Лучший фильм (комедия или мюзикл)        | • Слава / Fame                                                                                   |                                                                   |
| Лучший режиссёр                          |                                                                                                  | • Роберт Редфорд за фильм «Обыкновенные люди»                     |
| Лучший режиссёр                          | • Дэвид Линч — «Человек-слон»                                                                    |                                                                   |
| Лучший режиссёр                          | • Роман Полански — «Тэсс»                                                                        |                                                                   |
| Лучший режиссёр                          | • Ричард Раш — «Трюкач»                                                                          |                                                                   |
| Лучший режиссёр                          | • Мартин Скорсезе — «Бешеный бык»                                                                |                                                                   |
| Лучшая мужская роль (драма)              |                                                                                                  | • Роберт Де Ниро — «Бешеный бык» (за роль Джейка Ламотты)         |
| Лучшая мужская роль (драма)              | • Джон Хёрт — «Человек-слон» (за роль Джона Меррика)                                             |                                                                   |
| Лучшая мужская роль (драма)              | • Джек Леммон — «Награда» (за роль Скотти Темплтона)                                             |                                                                   |
| Лучшая мужская роль (драма)              | • Питер О’Тул — «Трюкач» (за роль Элая Кросса)                                                   |                                                                   |
| Лучшая мужская роль (драма)              | • Дональд Сазерленд — «Обыкновенные люди» (за роль Кэлвина Джаррэтта)                            |                                                                   |
| Лучшая женская роль (драма)              |                                                                                                  | • Мэри Тайлер Мур — «Обыкновенные люди» (за роль Бэт Джаррэтт)    |
| Лучшая женская роль (драма)              | • Эллен Бёрстин — «Воскрешение» (англ.) (за роль Эдны Мэй МакКоули)                              |                                                                   |
| Лучшая женская роль (драма)              | • Настасья Кински — «Тэсс» (за роль Тэсс Дарбифильд)                                             |                                                                   |
| Лучшая женская роль (драма)              | • Дебора Раффин — «Испытавший любовь» (англ.) (за роль Лены Канады)                              |                                                                   |
| Лучшая женская роль (драма)              | • Джина Роулендс — «Глория» (за роль Глории Свенсон)                                             |                                                                   |
| Лучшая мужская роль (комедия или мюзикл) |                                                                                                  | • Рэй Шарки — «Создатель кумиров» (за роль Винсента Вакарри)      |
| Лучшая мужская роль (комедия или мюзикл) | • Нил Даймонд — «Певец джаза» (англ.) (за роль Джесса Робина)                                    |                                                                   |
| Лучшая мужская роль (комедия или мюзикл) | • Томми Ли Джонс — «Дочь шахтёра» (за роль Дулиттла Линна)                                       |                                                                   |
| Лучшая мужская роль (комедия или мюзикл) | • Пол Ле Мэт — «Мелвин и Говард» (за роль Мелвина Даммера)                                       |                                                                   |
| Лучшая мужская роль (комедия или мюзикл) | • Уолтер Маттау — «Игра в классики» (англ.) (за роль Майлза Кендига)                             |                                                                   |
| Лучшая женская роль (комедия или мюзикл) |                                                                                                  | • Сисси Спейсек — «Дочь шахтёра» (за роль Лоретты Линн)           |
| Лучшая женская роль (комедия или мюзикл) | • Айрин Кара — «Слава» (за роль Коко Эрнандес)                                                   |                                                                   |
| Лучшая женская роль (комедия или мюзикл) | • Голди Хоун — «Рядовой Бенджамин» (за роль рядовой Джуди Бенджамин)                             |                                                                   |
| Лучшая женская роль (комедия или мюзикл) | • Бетт Мидлер — «Божественное безумие» (англ.) (за роль самой себя)                              |                                                                   |
| Лучшая женская роль (комедия или мюзикл) | • Долли Партон — «С девяти до пяти» (за роль Дорали Родс)                                        |                                                                   |
| Лучший актёр второго плана               |                                                                                                  | • Тимоти Хаттон — «Обыкновенные люди» (за роль Конрада Джаррэтта) |
| Лучший актёр второго плана               | • Джадд Хирш — «Обыкновенные люди» (за роль доктора Тайрона Бергера)                             |                                                                   |
| Лучший актёр второго плана               | • Джо Пеши — «Бешеный бык» (за роль Джоуи Ламотты)                                               |                                                                   |
| Лучший актёр второго плана               | • Джейсон Робардс — «Мелвин и Говард» (за роль Говарда Хьюза)                                    |                                                                   |
| Лучший актёр второго плана               | • Скотт Уилсон — «Девятая конфигурация» (за роль капитана Билли Катшоу)                          |                                                                   |
| Лучшая актриса второго плана             |                                                                                                  | • Мэри Стинберджен — «Мелвин и Говард» (за роль Линды Даммер)     |
| Лучшая актриса второго плана             | • Люси Арназ — «Певец джаза» (за роль Молли Белл)                                                |                                                                   |
| Лучшая актриса второго плана             | • Беверли Д’Анджело — «Дочь шахтёра» (за роль Пэтси Клайн)                                       |                                                                   |
| Лучшая актриса второго плана             | • Кэти Мориарти — «Бешеный бык» (за роль Викки Ламотта)                                          |                                                                   |
| Лучшая актриса второго плана             | • Дебра Уингер — «Городской ковбой» (за роль Сисси Дэвис)                                        |                                                                   |
| Лучший дебют актёра                      |                                                                                                  | • Тимоти Хаттон — «Обыкновенные люди» (за роль Конрада Джаррэтта) |
| Лучший дебют актёра                      | • Кристофер Аткинс — «Голубая лагуна» (за роль Ричарда)                                          |                                                                   |
| Лучший дебют актёра                      | • Уильям Хёрт — «Другие ипостаси» (за роль Эдди Джессупа)                                        |                                                                   |
| Лучший дебют актёра                      | • Майкл О’Киф — «Великий Сантини» (англ.) (за роль Бена Мичама)                                  |                                                                   |
| Лучший дебют актёра                      | • Стив Рэйлсбэк — «Трюкач» (за роль Кэмерона)                                                    |                                                                   |
| Лучший дебют актрисы                     |                                                                                                  | • Настасья Кински — «Тэсс» (за роль Тэсс Дарбифильд)              |
| Лучший дебют актрисы                     | • Нэнси Аллен — «Бритва» (за роль Лиз Блейк)                                                     |                                                                   |
| Лучший дебют актрисы                     | • Кэти Мориарти — «Бешеный бык» (за роль Викки Ламотта)                                          |                                                                   |
| Лучший дебют актрисы                     | • Долли Партон — «С девяти до пяти» (за роль Дорали Родс)                                        |                                                                   |
| Лучший дебют актрисы                     | • Дебра Уингер — «Городской ковбой» (за роль Сисси Дэвис)                                        |                                                                   |
| Лучший сценарий                          |                                                                                                  | • Уильям Питер Блэтти — «Девятая конфигурация»                    |
| Лучший сценарий                          | • Эрик Бергрен — «Человек-слон»                                                                  |                                                                   |
| Лучший сценарий                          | • Лоуренс Б. Маркус — «Трюкач»                                                                   |                                                                   |
| Лучший сценарий                          | • Мардик Мартин — «Бешеный бык»                                                                  |                                                                   |
| Лучший сценарий                          | • Элвин Сарджент — «Обыкновенные люди»                                                           |                                                                   |
| Лучшая музыка к фильму                   | • Доминик Фронтир за музыку к фильму «Трюкач»                                                    | • Доминик Фронтир за музыку к фильму «Трюкач»                     |
| Лучшая музыка к фильму                   | • Джон Барри — «Где-то во времени» (англ.)                                                       |                                                                   |
| Лучшая музыка к фильму                   | • Майкл Гор — «Слава»                                                                            |                                                                   |
| Лучшая музыка к фильму                   | • Джорджо Мородер — «Американский жиголо»                                                        |                                                                   |
| Лучшая музыка к фильму                   | • Лало Шифрин — «Состязание» (англ.)                                                             |                                                                   |
| Лучшая музыка к фильму                   | • Джон Уильямс — «Звёздные войны. Эпизод V: Империя наносит ответный удар»                       |                                                                   |
| Лучшая песня                             | • Fame — «Слава» — музыка: Майкл Гор, слова: Дин Питчфорд                                        | • Fame — «Слава» — музыка: Майкл Гор, слова: Дин Питчфорд         |
| Лучшая песня                             | • 9 to 5 — «С девяти до пяти» — музыка и слова: Долли Партон                                     |                                                                   |
| Лучшая песня                             | • Call Me — «Американский жиголо» — музыка и слова: Дебби Харри и Джорджо Мородер                |                                                                   |
| Лучшая песня                             | • Love on the Rocks — «Певец джаза» — музыка и слова: Жильбер Беко и Нил Даймонд                 |                                                                   |
| Лучшая песня                             | • Yesterday’s Dreams — «Пропадая от любви» (англ.) — музыка: Мишель Легран, слова: Кэрол Коннорс |                                                                   |
| Лучший иностранный фильм                 | • Тэсс / Tess (Великобритания)                                                                   | • Тэсс / Tess (Великобритания)                                    |
| Лучший иностранный фильм                 | • Объездчик Морант / Breaker Morant (Австралия)                                                  |                                                                   |
| Лучший иностранный фильм                 | • Тень воина / 影武者 (Kagemusha) (Япония)                                                       |                                                                   |
| Лучший иностранный фильм                 | • Последнее метро / Le Dernier Métro (Франция)                                                   |                                                                   |
| Лучший иностранный фильм                 | • Моя блестящая карьера / My Brilliant Career (Австралия)                                        |                                                                   |
| Лучший иностранный фильм                 | • Специальное лечение / Посебан третман (Югославия)                                              |                                                                   |

### Телевизионные награды
| Категории                                                               | Лауреаты и номинанты                                                                                       | Лауреаты и номинанты                                                         | Лауреаты и номинанты                                                         |
| ----------------------------------------------------------------------- | --- | ---------------------------------------------------------------------------- | ---------------------------------------------------------------------------- |
| Лучший телевизионный сериал (драма)                                     | • Сёгун / Shōgun                                                                                           | • Сёгун / Shōgun                                                             | • Сёгун / Shōgun                                                             |
| Лучший телевизионный сериал (драма)                                     | • Даллас / Dallas                                                                                          |                                                                              |                                                                              |
| Лучший телевизионный сериал (драма)                                     | • Супруги Харт / Hart to Hart                                                                              |                                                                              |                                                                              |
| Лучший телевизионный сериал (драма)                                     | • Лу Грант / Lou Grant                                                                                     |                                                                              |                                                                              |
| Лучший телевизионный сериал (драма)                                     | • Moviola series: (Война Скарлетт О’Хара / The Scarlett O’Hara War, The Silent Lovers, This Year’s Blonde) |                                                                              |                                                                              |
| Лучший телевизионный сериал (драма)                                     | • Вегас / Vega$                                                                                            |                                                                              |                                                                              |
| Лучший телевизионный сериал (комедия или мюзикл)                        | • Такси / Taxi                                                                                             | • Такси / Taxi                                                               | • Такси / Taxi                                                               |
| Лучший телевизионный сериал (комедия или мюзикл)                        | • Элис / Alice                                                                                             |                                                                              |                                                                              |
| Лучший телевизионный сериал (комедия или мюзикл)                        | • Лодка любви / The Love Boat                                                                              |                                                                              |                                                                              |
| Лучший телевизионный сериал (комедия или мюзикл)                        | • МЭШ / M*A*S*H                                                                                            |                                                                              |                                                                              |
| Лучший телевизионный сериал (комедия или мюзикл)                        | • Мыло / Soap                                                                                              |                                                                              |                                                                              |
| Лучший мини-сериал или телефильм                                        | • Застеклённая витрина / The Shadow Box                                                                    | • Застеклённая витрина / The Shadow Box                                      | • Застеклённая витрина / The Shadow Box                                      |
| Лучший мини-сериал или телефильм                                        | • Дневник Анны Франк / The Diary of Anne Frank                                                             |                                                                              |                                                                              |
| Лучший мини-сериал или телефильм                                        | • Испытание доктора Мадда / The Ordeal of Dr. Mudd                                                         |                                                                              |                                                                              |
| Лучший мини-сериал или телефильм                                        | • Тянуть время / Playing for Time                                                                          |                                                                              |                                                                              |
| Лучший мини-сериал или телефильм                                        | • Повесть о двух городах / A Tale of Two Cities                                                            |                                                                              |                                                                              |
| Лучшая мужская роль в драматическом телесериале                         | | • Ричард Чемберлен — «Сёгун» (за роль шкипера Джона Блэкторна / Андзин-сана) | • Ричард Чемберлен — «Сёгун» (за роль шкипера Джона Блэкторна / Андзин-сана) |
| Лучшая мужская роль в драматическом телесериале                         | • Эдвард Аснер — «Лу Грант» (за роль Лу Гранта)                                                            |                                                                              |                                                                              |
| Лучшая мужская роль в драматическом телесериале                         | • Ларри Хэгмэн — «Даллас» (за роль Джей Ара Юинга)                                                         |                                                                              |                                                                              |
| Лучшая мужская роль в драматическом телесериале                         | • Роберт Урих — «Вегас» (за роль Дэна Танны)                                                               |                                                                              |                                                                              |
| Лучшая мужская роль в драматическом телесериале                         | • Роберт Вагнер — «Супруги Харт» (за роль Джонатана Харта)                                                 |                                                                              |                                                                              |
| Лучшая женская роль в в драматическом телесериале                       | | • Ёко Симада — «Сёгун» (за роль Тоды Бунтаро Марико)                         | • Ёко Симада — «Сёгун» (за роль Тоды Бунтаро Марико)                         |
| Лучшая женская роль в в драматическом телесериале                       | • Барбара Бел Геддес — «Даллас» (за роль мисс Элли Юинг)                                                   |                                                                              |                                                                              |
| Лучшая женская роль в в драматическом телесериале                       | • Мелисса Гилберт — «Маленький домик в прериях» (за роль Лоры Инглз Уайлдер)                               |                                                                              |                                                                              |
| Лучшая женская роль в в драматическом телесериале                       | • Линда Грей — «Даллас» (за роль Сью Эллен Юинг)                                                           |                                                                              |                                                                              |
| Лучшая женская роль в в драматическом телесериале                       | • Стефани Пауэрс — «Супруги Харт» (за роль Дженнифер Харт)                                                 |                                                                              |                                                                              |
| Лучшая мужская роль в телесериале (комедия или мюзикл)                  | Алан Алда                                                                                                  | • Алан Алда — «МЭШ» (за роль капитана Бенджамина Франклина Пирса)            | • Алан Алда — «МЭШ» (за роль капитана Бенджамина Франклина Пирса)            |
| Лучшая мужская роль в телесериале (комедия или мюзикл)                  | Алан Алда                                                                                                  | • Джадд Хирш — «Такси» (за роль Алекса Райгера)                              |                                                                              |
| Лучшая мужская роль в телесериале (комедия или мюзикл)                  | Алан Алда                                                                                                  | • Хэл Линден — «Барни Миллер» (англ.) (за роль капитана Барни Миллера)       |                                                                              |
| Лучшая мужская роль в телесериале (комедия или мюзикл)                  | Алан Алда                                                                                                  | • Гэвин Маклауд — «Лодка любви» (за роль капитана Меррилла Стабинга)         |                                                                              |
| Лучшая мужская роль в телесериале (комедия или мюзикл)                  | Алан Алда                                                                                                  | • Уэйн Роджерс — «Вызов на дом» (англ.) (за роль доктора Чарли Майклса)      |                                                                              |
| Лучшая женская роль в телесериале (комедия или мюзикл)                  | Кэтрин Хелмонд                                                                                             | • Кэтрин Хелмонд — «Мыло» (за роль Джессики Тэйт)                            | • Кэтрин Хелмонд — «Мыло» (за роль Джессики Тэйт)                            |
| Лучшая женская роль в телесериале (комедия или мюзикл)                  | Кэтрин Хелмонд                                                                                             | • Лони Андерсон — «Радио Цинциннати» (англ.) (за Дженнифер Элизабет Марлоу)  |                                                                              |
| Лучшая женская роль в телесериале (комедия или мюзикл)                  | Кэтрин Хелмонд                                                                                             | • Полли Холлидей — «Фло» (англ.) (за Флоренс Джин «Фло» Кастлберри)          |                                                                              |
| Лучшая женская роль в телесериале (комедия или мюзикл)                  | Кэтрин Хелмонд                                                                                             | • Линда Лавин — «Элис» (за роль Элис Хайатт)                                 |                                                                              |
| Лучшая женская роль в телесериале (комедия или мюзикл)                  | Кэтрин Хелмонд                                                                                             | • Линн Редгрейв — «Вызов на дом» (за роль Энн Андерсон)                      |                                                                              |
| Лучший актёр второго плана в телесериале, мини-сериале или телефильме   | Пэт Харингтон мл.                                                                                          | • Пэт Харингтон мл. — «Однажды за один раз» (за роль Дуэйна Ф. Шнайдера)     | Вик Тейбэк                                                                   |
| Лучший актёр второго плана в телесериале, мини-сериале или телефильме   | Пэт Харингтон мл.                                                                                          | • Вик Тейбэк — «Элис» (за роль Мела Шарплса)                                 | Вик Тейбэк                                                                   |
| Лучший актёр второго плана в телесериале, мини-сериале или телефильме   | Пэт Харингтон мл.                                                                                          | • Дэнни Де Вито — «Такси» (за роль Луи Де Пальмы)                            | Вик Тейбэк                                                                   |
| Лучший актёр второго плана в телесериале, мини-сериале или телефильме   | Пэт Харингтон мл.                                                                                          | • Энди Кауфман — «Такси» (за роль Латки Граваса)                             | Вик Тейбэк                                                                   |
| Лучший актёр второго плана в телесериале, мини-сериале или телефильме   | Пэт Харингтон мл.                                                                                          | • Джеффри Льюис — «Фло» (за роль Эрла Такера)                                | Вик Тейбэк                                                                   |
| Лучшая актриса второго плана в телесериале, мини-сериале или телефильме | Валери Бертинелли                                                                                          | • Валери Бертинелли — «Однажды за один раз» (за роль Барбары Купер)          | Дайан Ладд                                                                   |
| Лучшая актриса второго плана в телесериале, мини-сериале или телефильме | Валери Бертинелли                                                                                          | • Дайан Ладд — «Элис» (за роль Белль Дюпри)                                  | Дайан Ладд                                                                   |
| Лучшая актриса второго плана в телесериале, мини-сериале или телефильме | Валери Бертинелли                                                                                          | • Мэрилу Хеннер — «Такси» (за роль Элейн О’Коннор-Нардо)                     | Дайан Ладд                                                                   |
| Лучшая актриса второго плана в телесериале, мини-сериале или телефильме | Валери Бертинелли                                                                                          | • Бет Хоуланд — «Элис» (за роль Веры Луизы Горман)                           | Дайан Ладд                                                                   |
| Лучшая актриса второго плана в телесериале, мини-сериале или телефильме | Валери Бертинелли                                                                                          | • Линда Келси — «Лу Грант» (за роль Билли Ньюман)                            | Дайан Ладд                                                                   |

### Специальные награды
| Награда                                                     | Лауреаты   | Лауреаты                 |
| ----------------------------------------------------------- | ---------- | ------------------------ |
| Премия Сесиля Б. Де Милля (Награда за вклад в кинематограф) | Джин Келли | • Джин Келли             |
| Мисс «Золотой глобус» 1981 (Символическая награда)          |            | • Розанна Кейтон (англ.) |